# Ascensorul Santa Justa
Ascensorul Santa Justa (în portugheză Elevador de Santa Justa, pronunțat [elɨvɐˈdoɾ dɨ ˈsɐ̃tɐ ˈʒuʃtɐ], cunoscut și sub denumirea de Ascensorul Carmo, în portugheză Elevador do Carmo, pronunțat [elɨvɐˈdoɾ du ˈkaɾmu]) este un sistem de transport public situat în centrul orașului Lisabona din districtul cu același nume din Portugalia. Ascensorul conectează pe verticală străzile Rua de Santa Justa și Rua do Carmo din Baixa cu piața Largo do Carmo. Ascensorul este compus dintr-un turn metalic de-a lungul căruia circulă două cabine, precum și o platformă care conectează partea sa superioară cu zona Largo do Carmo. Structura ascensorului este confecționată din fontă și asamblată într-o schemă arhitectonică inspirată din stilul neogotic. A fost realizat sub supravegherea inginerului portughez cu rădăcini franceze Raoul Mesnier du Ponsard, cunoscut în epocă pentru alte proiecte pe care le-a realizat pe teritoriul portughez. Construcția a fost planificată încă din anii 1890, dar proiectul a fost aprobat de Primăria Municipală Lisabona în 1900, an în care au și început lucrările. În perioada construcției, una dintre cele mai impresionante faze a fost deplasarea platformei și a stâlpului său de sprijin pe pozițiile lor, manevră care a fost efectuată prin rotirea întregului ansamblu. Ascensorul a fost inaugurat în anul 1902.
Casele de bilete sunt localizate dedesubtul turnului, sub treptele care urcă pe strada Rua do Carmo. Pasagerii pot utiliza liftul prin intermediul a două elegante cabine din lemn decorate cu accesorii de  alamă.

## Context
Colinele Lisabonei au reprezentat întotdeauna o problemă pentru deplasarea între străzile din zona joasă a cartierului central, Baixa, și zona pieței Largo do Carmo, aflată cu circa 30 de metri mai sus. De-a lungul timpului au propuse diverse soluții tehnice pentru a ușura transportul persoanelor între cele două zone aflate la altitudini diferite. În 1874, inginerul civil și militar Roberto Arménio a prezentat consiliului municipal al Lisabonei un proiect de locomoție care trata acest subiect. Un proiect asemănător, sugerat în 1876, includea șine montate pe un plan înclinat și vehicule tractate de animale.

## Istoric

### Planificare și construcție

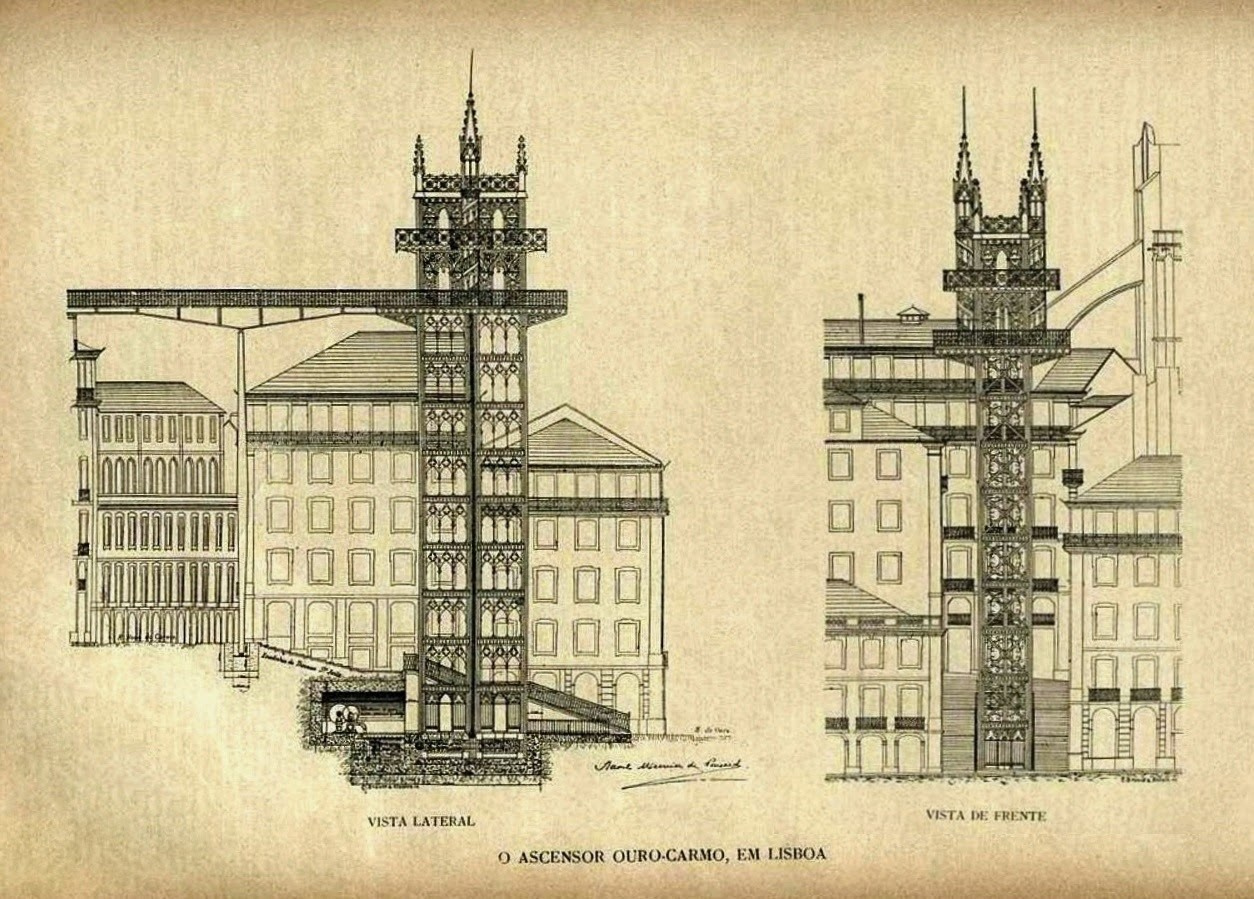
Proiectul ascensorului Santa Justa.

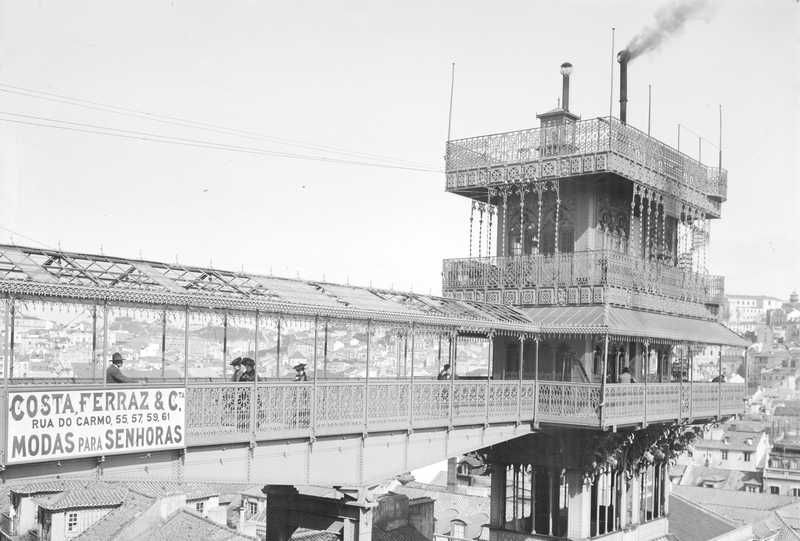
Fotografie a ascensorului înainte de alimentarea sa, în 1907, cu energie electrică.

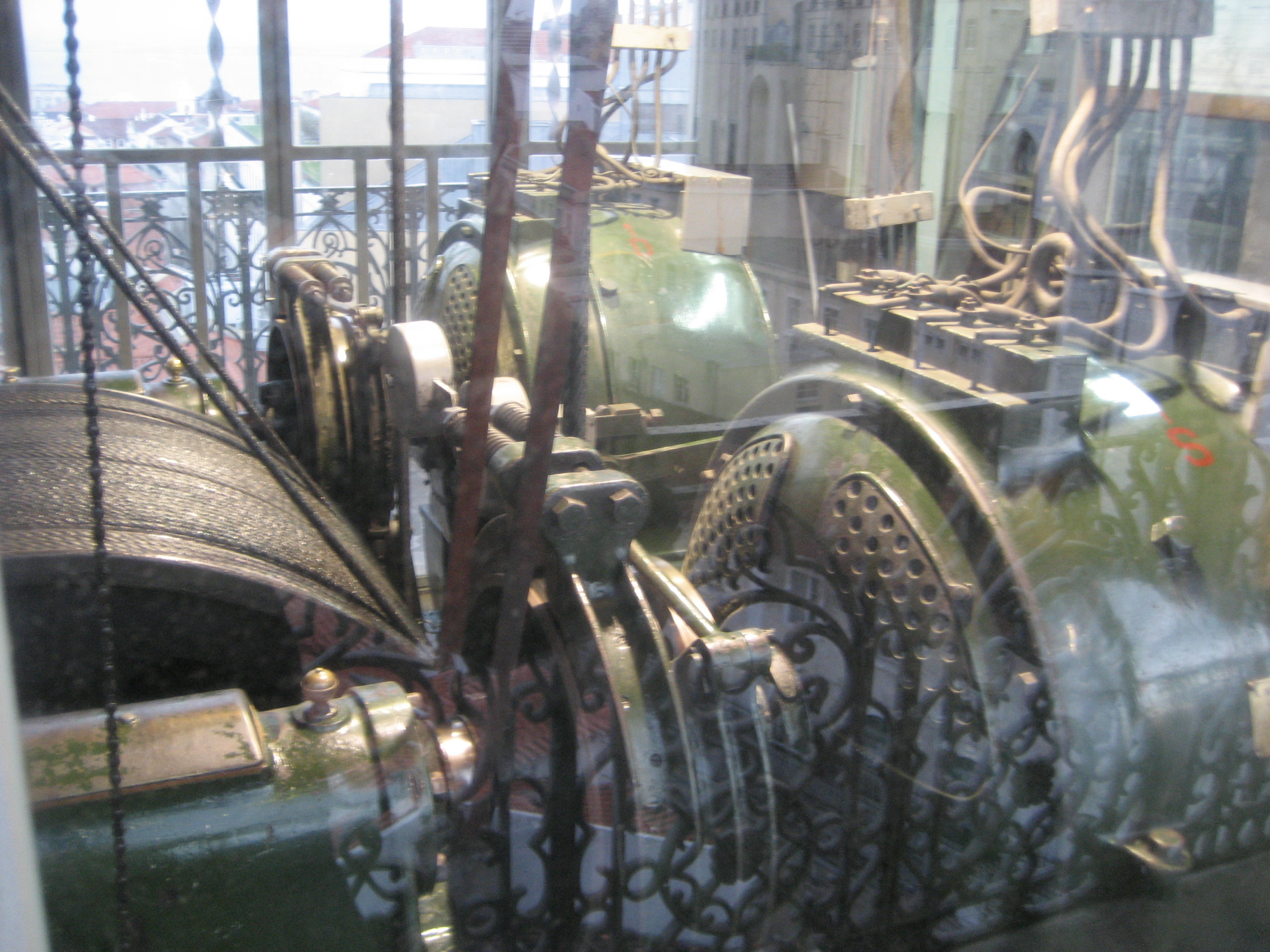
Motoarele care acționează ascensorul.

Gazeta Căilor Ferate din 16 octombrie 1892 a relatat că fondatorul și reprezentantul firmei Companhia dos Ascensores Mecânicos de Lisboa, Raoul Mesnier du Ponsard, a înaintat o cerere către consiliul municipal pentru a i se permite studierea construirii unui ascensor între Rua Nova do Carmo și Largo do Carmo, în apropierea Muzeului Arheologic do Carmo, ascensor a cărui deplasare să se facă prin mijloace mecanice. Structura ascensorului urma să fie compusă dintr-un turn metalic, ocupând un spațiu rectangular de 6 m lungime și 3 m lățime, în zona Treptelor Santa Justa (în portugheză Escadinhas de Santa Justa), și o pasarelă metalică ce ar fi avut capătul în grădina Largo do Carmo, traversând peste clădirile din strada Rua Nova do Carmo. Așa cum era solicitată, concesiunea ar fi durat 99 de ani, iar ascensorul urma să fie utilizat pentru transportul de persoane și mărfuri. Pe 1 iunie 1882, lui Mesnier, originar din Porto și având părinți francezi, i-a fost acordată autorizația să înceapă studiile. 
Raoul Mesnier du Ponsard realizase anterior și alte proiecte similare. El își începuse cariera în domeniu construind ascensorul Bom Jesus din Braga, inaugurat în 1882, continuând apoi să participe la realizarea unor astfel de sisteme de transport în diverse locuri din Portugalia, în special la Lisabona, unde a pus în operă funicularele Bica și Glória sau ascensoarele Chiado și Municipal, printre altele.
Pe 1 iunie 1896, Gazeta Căilor Ferate informa că arhitectul Henry Lusseau, concesionarul construcției unui parc în zona străzii Avenida da Liberdade, a contestat la consiliul municipal concesiunea solicitată Raul Mesnier de Ponsard.
În 1899, Empresa do Elevador do Carmo (Compania Ascensorului Carmo), constituită cu principalii parteneri ai lui Raoul Mesnier du Ponsard, chirurgul João Silvestre de Almeida și marchizul de Praia și Monforte, António Borges de Medeiros Dias da Câmara e Sousa, a fost fondată pentru a obține concesiunea proiectului ascensorului pentru o perioadă de 99 de ani.
Pe 1 mai 1900, Gazeta raporta că începuseră deja lucrările de confecționare a structurii metalice și că Mesnier de Ponsard declarase că acestea vor fi terminate în luna septembrie. Pe 1 iulie a aceluiași an, Gazeta anunța că cererea lui Mesnier a fost aprobată de Serviços de Obras da Câmara (Serviciile Publice Municipale), iar acestuia i-a fost acordată concesiunea pentru construirea și operarea ascensorului. În ziua următoare a început instalarea incintei motoarelor și a piramidei ascensorului.
În 1900, un contract formal a fost semnat între Consiliul Municipal al Lisabonei și Empresa do Elevador do Carmo (desființată în 1939), prin care grupul de lucru era obligat ca, într-o perioadă de șase luni, să prezinte un proiect pentru construcția ascensorului. Proiectarea structurii începuse deja, în colaborare cu filiala din Lisabona a companiei de construcții metalice Cardoso D'Argent & Cia., înființată în 1897 și având sediul pe strada Rua Da Junqueira. Fondatorul acesteia, Manuel Cardoso, fusese deja numit la conducerea biroului firmei Empresa Industrial Portuguesa și răspundea de muncitorii angajați în proiectul ascensorului Santa Justa. Spre jumătatea anului, situl construcției era deja în transformare, pe 2 iunie 1900 fiind începută îndepărtarea pământului din zona în care urma construită fundația sălii mașinilor. Gazeta Căilor Ferate a relatat că Mesnier de Ponsard făcuse între timp câteva modificări la proiect, una din ele fiind diferența de înălțime între cele două niveluri, care crescuse la 31,92 m, față de cei 30 m inițiali. Altă modificare a fost operată în cadrul sistemului de tracțiune, care inițial folosea o masă de apă ridicată de o pompă pe gaz cu o putere de 6 CP până la un rezervor aflat la partea superioară și care era injectată într-un motor cu abur ce punea în mișcare tamburii de cablu care deplasau cele două cabine ale ascensorului. Sistemul care folosea masa apei, utilizat deja la acea vreme și la alte ascensoare din Lisabona, consta în două rezervoare pentru apă, câte unul în fiecare cabină a ascensorului, cel din cabina descendentă fiind plin, cu scopul de a crea o masă superioară cabinei ascendente, al cărei rezervor era gol.
Gazeta Căilor Ferate a elogiat designul ascensorului, în special folosirea arcelor ogivale în detrimentul grinzilor metalice de forma crucii Sfântului Andrei utilizate la Ascensorul Municipal, arcele dându-i turnului Carmo un aer mai aerisit și grațios. Totuși, publicația a criticat faptul că ascensorul urma să fie pus în mișcare de un motor cu abur, și a încurajat în schimb utilizarea electricității, care ar fi putut fi furnizată fie de un motor amplasat local, fie de la o rețea privată de furnizare a electricității. Suplimentar față de deplasarea cabinelor, energia electrică ar fi putut fi folosită și pentru iluminarea turnului și alimentarea sistemelor de frânare. De asemenea, Gazeta sugera că, odată ascensorul alimentat cu energie electrică, ar fi fost posibilă instalarea unui trotuar rulant pe pasarela superioară, așa cum fusese conceput în proiecte similare la Bruxelles. Publicația mai critica faptul că un motor cu abur ocupă un spațiu mult mai mare și generează multă poluare.
În acea perioadă, Mesnier de Ponsard calcula că toate lucrările de construcție vor fi terminate în luna noiembrie. Realizarea ascensorului Carmo a fost elogiată la acel moment de majoritatea presei naționale, cu excepția Gazeta de Obras Públicas (în română Gazeta Lucrărilor Publice), care se îndoia de utilitatea pentru oraș a acestei investiții.
Proiectul ascensorului a fost descris astfel: «un turn dublu servește drept ghid pentru două cabine de ascensor, drept suport al axului pe care este montată toba de cablu de care sunt atașate cele două cabine și drept stâlp de sprijin al unei pasarele metalice până la terasa casei dl. conte de Thomar. Pasarela se sprijină pe o săgeată verticală, așezată și fixată în partea de sus a treptelor Santa Justa, și se extinde cu ajutorul unor modilióane până la terasa care trebuie construită la partea superioară a casei respectivului proprietar. Astfel este realizată comunicarea cu grădina Carmo, cu care se conectează printr-un pasaj foarte simplu. Terasa va fi construită din beton armat și va fi înconjurată de o balustradă. Cabinele ascensorului permit accesul simultan a 24 de persoane. Mecanismul de siguranță este similar celui de la Ascensorul Municipal, la fel și funcționarea motorului. Cablul are diametrul de 50 mm și este rotit la 180º pe scripetele de suspensie, care are un diametru de 4 450 mm. Motorul este unul cu abur, vertical, de înaltă presiune, fără condensare, cu doi cilindri. Dispoziția sa generală este cea de la Ascensorul Municipal.».
Pe 31 august 1901 a fost lansată pasarela ascensorului Carmo, manevră care a durat între orele 14:00 și 18:00. Lansarea s-a efectuat în prezența Regelui Carlos I, în cadrul unei ceremonii care a inclus membri ai Casei Regale, ai companiei care construia ascensorul, a lui Raoul Mesnier du Ponsard, reprezentanți ai nobilimii și jurnaliști, și la care a asistat un public numeros. Pasarela, cu o lungime de 25 m, conecta turnul ascensorului cu o terasă construită special în acest scop pe acoperișul unei clădiri aparținând Contelui de Tomar. Pentru construcția pasarelei au fost impuse mai multe condiții, cum ar fi obligația de a nu avea niciun suport pe zidurile clădirii și interzicerea plasării schelei sau a materialelor pe Rua do Carmo, pentru a nu bloca acea arteră și a reduce riscurile de securitate. În plus, stâlpul de sprijin trebuia să rămână în interiorul spațiului unde fuseseră executate lucrările la turnul ascensorului, pentru a ocupa cel mai redus spațiu posibil.
Astfel s-a ivit ideea construcției unei pasarele în consolă, care să fie articulată la mijloc și așezată pe stâlpul de sprijin, la unul din capete pe turnul ascensorului, iar la celălalt capăt să nu fie sprijinită, consola urmând să fie asigurată printr-un modilión adăugat la mijlocul ei. Diversele componente ale pasarelei au început să fie asamblate pe verticală, pornind de la baza turnului ascensorului, tronsoanele fiind încastrate unul în altul. Astfel, pasarela a fost sprijinită pe turnul ascensorului cu partea care ulterior va deveni podeaua ei, în timp ce dedesubtul pasarelei era îndreptat către strada Rua do Carmo; la mijlocul pasarelei a fost montată o articulație care să permită rotirea. Înălțimea unde a fost montată articulația a fost determinată pe baza distanței la sol până la axul articulației stâlpului. Apoi a început montarea stâlpului pivotant, folosindu-se ca bază un bloc masiv de beton îngropat în sol. Mai întâi au fost montate bailaguri pentru articulația sferică de la baza stâlpului pivotant, apoi a fost instalată o schelă înclinată, sprijinită pe turnul ascensorului, până la nivelul articulației sferice a pasarelei. Patul înclinat al schelei a permis montarea succesivă a elementelor stâlpului pivotant începând dinspre articulația de la baza sa și continuând către articulația sferică a pasarelei. Operația s-a desfășurat fără probleme, la finalul ei partea superioară a stâlpului potrivindu-se exact pe articulația pasarelei. Imediat după aceea au fost montate bolțuri în nucile de articulație pentru a asigura stabilitatea celor două componente, stâlpul și pasarela, și a le face să lucreze ca una singură. Apoi a fost îndepărtată schela înclinată, iar în acel moment ansamblul stâlp-pasarelă era pregătit pentru ridicarea și rotirea până pe poziția finală. În cele două nacele de la partea superioară a turnului ascensorului au fost montate două trolii de 8000 kg fiecare, ale căror lanțuri au fost agățate de partea inferioară a pasarelei, care a început să fie ridicată lent, glisând continuu de jos în sus pe turnul ascensorului, până când pasarela a ajuns în poziție perfect orizontală, iar stâlpul pivotant, devenit acum un stâlp de sprijin, a ajuns perfect vertical. Această manevră de ridicare și rotire a fost asistată de două trolii și scripeți instalați la ultimul etaj al clădirii Contelui de Tomar, legați cu lanțuri de vârful stâlpului, pentru a-l obliga să se rotească pe direcția corectă. Imediat ce pasarela a atins terasa Carmo, mulțimea, care asista la manevre de pe terasă, de pe străzi și de la ferestrele caselor, a izbucnit în aplauze.
| |
| Schiță înfățișând procesul de rotire și ridicare a stâlpului de sprijin și a pasarelei ascensorului. |

| |
| Situația înainte de începerea manevrei, cu pasarela încă verticală și paralelă cu turnul ascensorului, în timp ce stâlpul central pivotant era în poziție diagonală. |

|                                            |
| Începerea manevrei de rotație a pasarelei. |

|                                                                                  |
| Continuarea manevrei, cu stâlpul central rotindu-se în același timp cu pasarela. |

### Teste și inaugurare

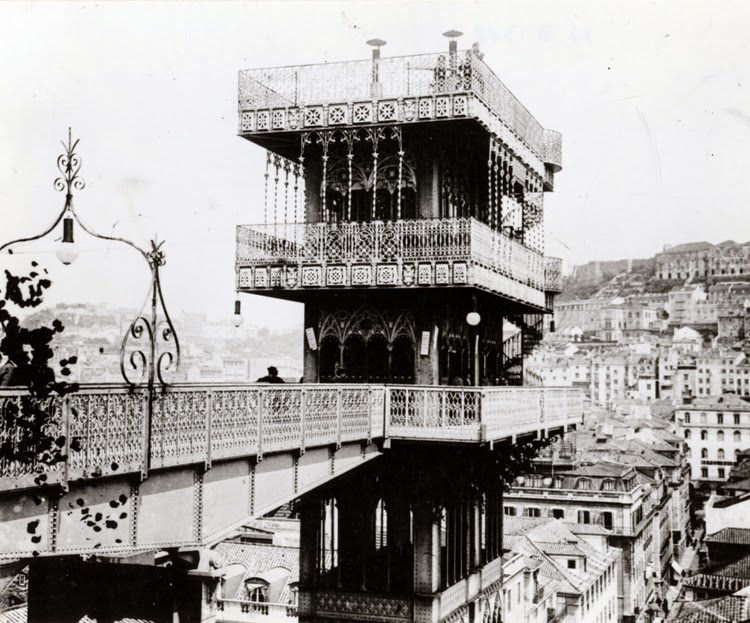
Ascensorul în 1902.

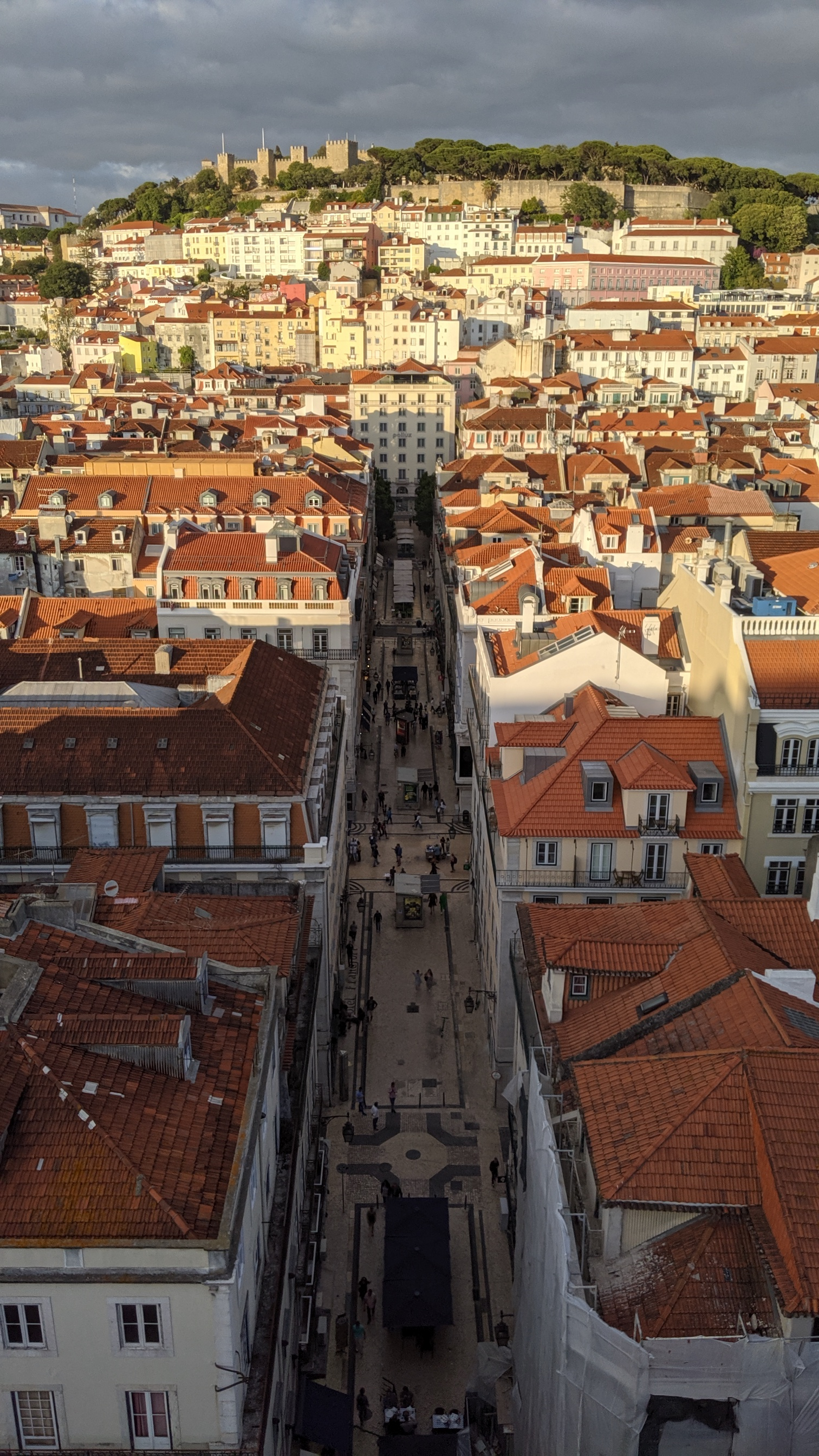
Vedere către castelul São Jorge și strada Rua de Santa Justa de pe terasa pentru observarea panoramei de deasupra ascensorului.

Pe 11 iunie 1902 au fost inițiate ultimele teste, care au fost demarate după-amiaza și au durat toată noaptea, terminându-se în după-amiaza zilei de 12 iunie. Primele au fost testate separat mașinile și cabinele ascensorului, apoi au fost testate elementele de legătură dintre aceste componente, iar în final a fost testată funcționarea combinată a întregului ansamblu. Pentru a putea urmări mai ușor comportarea componentelor mecanice, inginerii au instalat doar scheletul cabinelor, fără pereții de lemn, protecțiile laterale sau elementele decorative, fiind montate doar podele de lemn temporare.
Pentru testarea elementelor de siguranță, mai întâi una din cabinele ascensorului a fost ridicată până în vârf, în timp ce cealaltă a coborât până la bază, cablul metalic care le conecta fiind tensionat. Cabina din vârf a fost imobilizată prin grinzi metalice de turnul ascensorului. Apoi, cârligul unui troliu a fost agățat de ochiul de suspensie al cabinei de la baza troliului. Cabina a fost apoi ridicată și suspendată, frâna de mână eliberată, iar dispozitivul legat într-o poziție diferită de punctul de suspensie al cabinei, provocând astfel o detensionare a cablului și activarea mecanismelor automate. Cablul troliului a fost apoi eliberat, lăsând cabina suspendată doar de elementele automate și total independentă de cablul de suspensie. Frânele manuale au fost testate și ele prin oprirea sistemelor automate. Astfel, cu cablul deja detensionat, cabina a fost suspendată și blocată pe poziție de frâna de mână, nepermițând frânei automate să exercite vreo acțiune. Cabina a rămas imobilă și a rezistat și forței unui cric de mare putere care a fost folosit în încercarea de a o deplasa de pe poziție. Aceste teste au fost repetate de câteva ori pentru ambele cabine ale liftului, de fiecare dată cu succes, iar componentele au fost inspectate înainte și după teste, fără să fie descoperită nici o avarie sau deteriorare.
În faza următoare au fost testate motoarele: unul din ele a fost deconectat de la troliu și supapele vaporilor au fost deschise, apoi motorul pus în mișcare de mai multe ori în ambele direcții, iar aceste teste au decurs perfect. Apoi motorul a fost conectat la troliu prin intermediul unei transmisii cu lanț și a funcționat din nou fără probleme, mișcându-se fără zgomot chiar și la viteza maximă de lucru, păstrându-și tensiunea constantă cu ajutorul unui regulator de tensiune. Al doilea motor a fost și el testat separat, apoi cele două motoare au fost testate împreună.
Ultimele teste efectuate, deja în timpul nopții, au fost cele legate de deplasarea independentă a cabinelor ascensorului. Mai mulți muncitori au intrat în cabina superioară, pentru a o face să înceapă să coboare doar sub efectul gravitației, coborârea fiind reglată numai de frâna manuală. Acest test s-a desfășurat mult mai lent, datorită frecării cauzate de diversele componente ale liftului, care erau lubrifiate în același timp. Apoi testul a fost repetat cu cealaltă cabină, de această dată folosindu-se și grinzi metalice pentru a spori greutatea, iar coborârea a fost mai rapidă. Experimentul a fost repetat a treia oară pentru ambele cabine, cu trei bărbați și niște grinzi metalice în cabina inferioară, respectiv doar cu muncitorii în cabina superioară, masa lor fiind suficientă pentru a deplasa ambele cabine. În jurul orei 5:00 dimineața a fost luată o pauză de cafea, iar apoi testele anterioare au fost repetate, de fiecare dată obținându-se rezultate mai bune.
La ora 8:00 dimineața toate componentele au început să fie conectate între ele pentru a întregi sistemul și a-l pregăti să funcționeze normal, iar lucrările s-au încheiat abia în jurul orei 16:00. În faza următoare au început testele finale, în timpul cărora s-au făcut mai multe călătorii complete cu pasageri voluntari în interiorul cabinelor. În timpul acestor teste a existat un incident care a demonstrat condițiile de siguranță: în fiecare din cele două cabine se afla un impiegat însărcinat cu frânarea care, la semnalul mașinistului, trebuia să elibereze frânele. Mașinistul a pornit apoi motoarele, dar cabinele nu s-au mișcat din loc nici cu ambele motoare la maxim. S-a descoperit apoi că impiegatul din cabina inferioară nu eliberase frâna de mână, ceea ce a fost suficient să blocheze întregul sistem, chiar și la puterea maximă a motoarelor.
Pe 24 iunie au fost efectuate noi teste, de data aceasta în prezența inginerilor inspectori trimiși de autorități. Manevrele au fost executate de personalul constructorului, sub conducerea lui António Silvério Vieira, în timp ce inginerii municipali au fost António Maria de Avelar și António Luz. Primele încercări au fost efectuate cu cabinele, în partea inferioară a turnului, fiind mai întâi testate frânele automate, apoi cele manuale. Ulterior, în cabine au fost încărcați saci de nisip, cu scopul de a simula sarcina maximă. A fost studiată deplasarea cabinelor, apoi folosirea frânelor de mână, iar apoi au fost efectuate mai multe manevre pentru a încerca sistemele mecanice, atât ale motoarelor cât și ale cabinelor. Inginerii au fost pe deplin mulțumiți de eficiența sistemelor de siguranță, a motoarelor și transmisiei. La acea vreme, o inspecție complementară a ascensorului, la care era prevăzut să participe inginerul Frederico Ressano Garcia, fusese planificată înainte de inaugurarea publică a acestuia.
Pe 9 iulie, teste oficiale au fost efectuate pentru verificarea frânelor, a rezistenței cablurilor și alte componente.
Ascensorul Santa Justa a fost inagurat în serviciul public pe 10 iulie 1902. Deși ziua a fost ploioasă și o furtună a lovit orașul, o mulțime de oameni s-a adunat să participe la deschidere și să admire panorama. La amiază au fost efectuate testele finale, un mare număr de locuitori și jurnaliști au fost transportați de cele două cabine până la platforma superioară. Curând după aceea, în prezența unor invitați și a directorului executiv al companiei concesionare, João Silvestre de Almeida, Secretarul General al Guvernului Civil, Alberto Cardoso de Menezes, a prezidat ceremonia de deschidere. Cu acea ocazie, o fanfară instalată pe terasa de pe clădirea Contelui de Tomar a intonat imnul național al Portugaliei, în timp ce artificii au fost lansate în aer. O ceremonie a fost ținută și pe terasa ascensorului, fiind înmânate daruri reprezentanților companiei constructoare, muncitorilor, operatorilor instalației și presei. Totuși, ceremonia a fost marcată de absența lui Raul Mesnier de Ponsard, care nu a putut participa din cauza unui atac de sciatică.
În prima zi de funcționare a ascensorului au fost vândute peste 3 000 de bilete. Construcția sa a fost considerată o lucrare îndrăzneață în epocă, date fiind diferența de nivel, materialele folosite și complexitatea pasarelei care permite accesul la platforma din zona Carmo.

### Funcționare

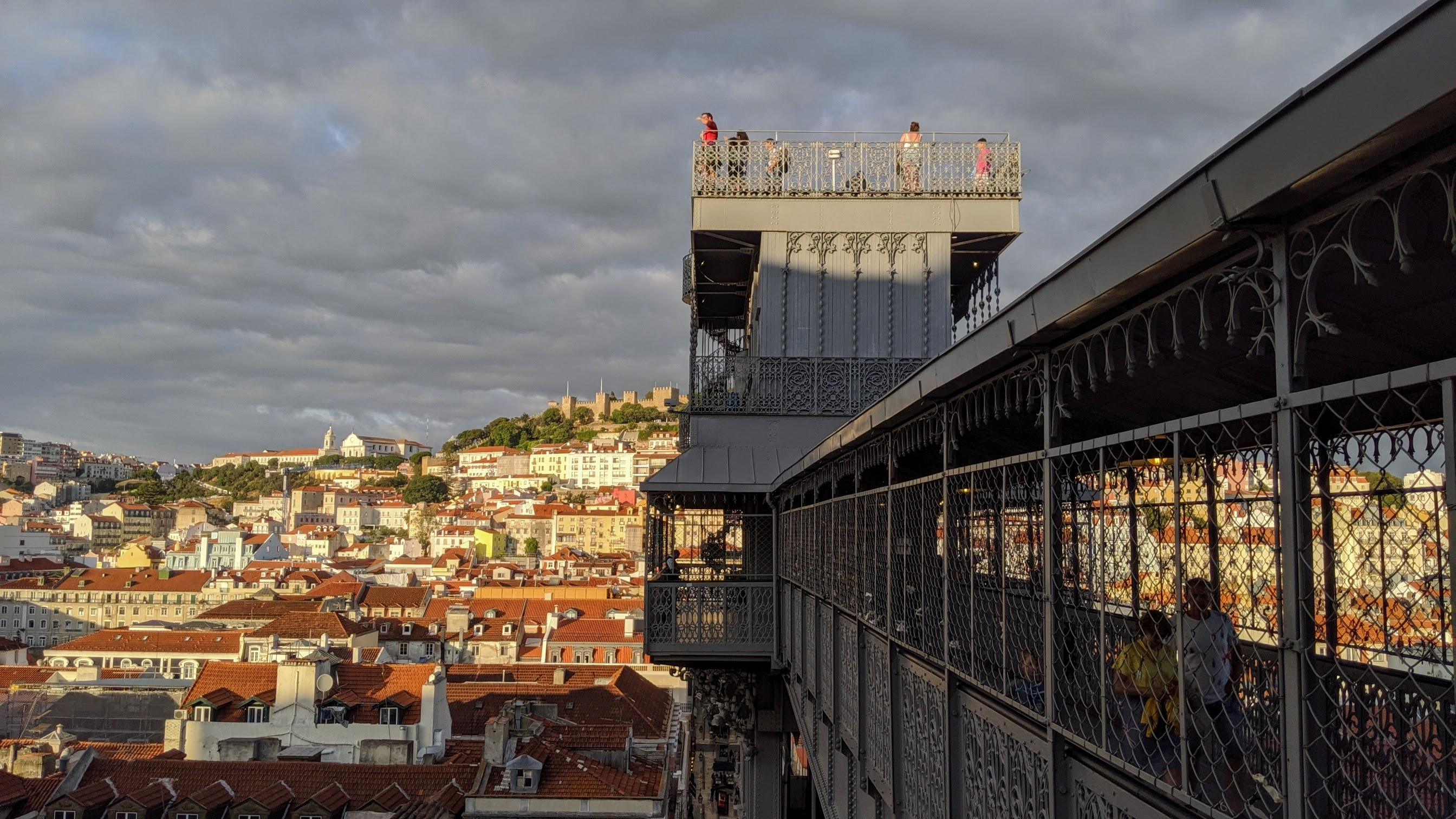
Pasarela ascensorului, cu terasa pentru observarea panoramei.

#### În primii ani
Concesiunea operării ascensorului a fost acordată companiei Lisbon Electric Tramway Ltd. în 1905. Inițial acționat prin forța aburului, ascensorul a început să funcționeze cu ajutorul energiei electrice după convertirea alimentării lui, în 1907, de către compania britanică R. Waygood. În 1913, Lisbon Electric Tramway Ltd. a cumpărat concesiunea ascensorului de la Empresa do Elevador do Carmo.

#### În perioada Republicii
În 1943, societatea Lisbon Electric Tramway Ltd. a solicitat consiliului municipal să autorizeze transferul ascensorului către Companhia da Carris. Transferul a fost aprobat, cu condiția ca operarea lui să fie integrată în rețeaua de transport a orașului, gestionată de Companhia da Carris.
Pe 31 august 1951, Companhia da Carris a sărbătorit 50 de ani de la inaugurarea tramvaielor electrice între Cais do Sodré și Algés, precum și lansarea pasarelei metalice a ascensorului Santa Justa.
Pe 10 mai 1970, guvernul a instituit noi reguli interne de siguranță care includeau și instalarea de posturi fixe și patrule de supraveghere în diverse puncte ale capitalei, inclusiv la ascensorul Santa Justa.
În 1973 a fost semnat un contract între consiliul municipal al Lisabonei, Companhia da Carris și Lisbon Electric Tramway Ltd., prin care ascensorul era transferat definitiv în rețeaua istorică de tramvaie a orașului.
În 1974, în timpul Revoluției Garoafelor, un pluton al companiei Lóios a fost atacat lângă Gara Rossio de soldați ai Școlii Practice de Cavalerie, care ocupaseră ascensorul Santa Justa.
Un dramatic incendiu din Chiado, care a distrus numeroase edificii din zona comercială în 1988, nu a afectat ascensorul.
În iulie 2002, ascensorul Santa Justa Elevator a sărbătorit un secol de existență. Împreună cu singurele trei funiculare încă funcționând în oraș, Lavra, Glória și Bica, ascensorul a fost clasificat monument național în același an, sub numărul de înregistrare PT031106480366.
După o remodelare și reabilitare, pasarela ascensorului a fost redeschisă publicului și turiștilor în februarie 2006.

## Lectură recomandată
- pt  ALMEIDA, Jaime Fragoso (2010). Elevadores, ascensores e funiculares de Portugal (în portugheză). Lisabona: CTT Correios de Portugal. p. 169. ISBN 978-972-8968-28-1.
- pt  ALVES, Maria Amélia Lemos (2002). Lisboa dos elevadores (în portugheză). Lisabona: Câmara Municipal de Lisboa. p. 63. ISBN 972-8695-12-8.
- pt  VENTURA, António; SANTANA, Francisco (2006). História da Companhia Carris de Ferro de Lisboa em Portugal (în portugheză). 3 volume. Lisabona: Companhia Carris de Ferro de Lisboa e Academia Portuguesa da História. ISBN 972-624-161-8.